# Vînohradne, Murovani Kurîlivți
Vînohradne (în ucraineană Виноградне) este un sat în comuna Verboveț din raionul Murovani Kurîlivți, regiunea Vinnița, Ucraina.

## Demografie
Componența lingvistică a localității Vînohradne
     Ucraineană (98,93%)
     Alte limbi (0,92%)
Conform recensământului din 2001, majoritatea populației localității Vînohradne era vorbitoare de ucraineană (98,93%), existând în minoritate și vorbitori de alte limbi.